# 9С18
9С18 «Купол» (за класифікацією НАТО «Tube Arm») — радянська та російська станція виявлення та цілевказівки ЗРК 9К37 «Бук».

## Опис конструкції
Станція виявлення та цілевказівки 9С18 «Купол» розроблялася в Науково-дослідному інституті вимірювальних приладів (НДІВП) МРП під керівництвом головного конструктора А. П. Ветошко (потім — Ю. П. Щєкотова).
9С18 «Купол» є трикоординатною когерентно-імпульсною станцією виявлення та цілевказівки для передачі інформації про повітряну обстановку на командний пункт 9С470 ЗРК 9К37 «Бук». Станція працює в сантиметровому діапазоні радіохвиль.
Можливе сканування двох типів — електронне та механічне. Електронне сканування проводиться променем за підвищенням 30°, 40° і 55°. Механічне сканування здійснюється обертанням антени за азимутом. Обертається антена за допомогою гідроприводу, електропривід використовувався як допоміжний. Станція виявлення та цілевказівки 9С18 здатна виявляти та розпізнавати повітряні об'єкти на відстані до 110—120 км, дальність розпізнавання цілей, що низько летять (до 30 м) становить до 45 км. Залежно від встановленого сектора огляду та наявності перешкод темп огляду станції становить: при секторному огляді в 30° — 2,5-4,5 с, при круговому — 4,5-18 с. За один період огляду 9С18 передає до 75 міток по телекодової лінії на командний пункт 9С470.

### Складові
У складі станції виявлення та цілевказівки 9С18 «Купол» є антенний пост, який складається з:
1. відбивача у формі усіченого параболічного профілю
2. опромінювача[en] у формі хвилевідної лінії, який забезпечує електронне сканування в площині підвищення
3. передавального пристрою (потужність до 4,5 кВт)
4. приймального пристрою (коефіцієнт шуму[en] не більше 8)
5. поворотного пристрою
6. пристрою приведення антени у похідне положення
7. інших систем.

Базова модифікація призначена для роботи із ЗРК 9К37 «Бук». Як ходова частина використовується модифіковане шасі станції наведення ракет 1С32 зенітного ракетного комплексу 2К11 «Круг», створене на базі САУ СУ-100П. Використання цього шасі обумовлювалося тим, що спочатку 9С18 «Купол» була окремою від ЗРК 9К37 «Бук» розробкою і мала виконувати роль РЛС виявлення дивізійної ланки протиповітряної оборони сухопутних військ.

### Характеристики[3]
Маса: не більше 28,5 т: Екіпаж: 3 особи: Час переведення станції в бойове положення: не більше 5 хв: Перемикання з чергового режиму в бойовий: не більше 20 с: Дальність виявлення та розпізнавання повітряних цілей: до 110—120 км (45 км при висоті польоту 30 м): Сканування простору
- за підвищенням: електронне (у секторі 30° або 40°)
- за азимутом: механічне (кругове або в заданому секторі) обертанням антени (за допомогою електроприводу або гідроприводу): Темп огляду простору
- при круговому огляді: від 4,5 до 18 с
- при огляді в секторі 30°: від 2,5 до 4,5 с (75 позначок за період огляду 4,5 с)

Середньоквадратичні помилки вимірювання координат цілей
- за азимутом та за підвищенням: не більше 20'
- за дальністю: не більше 130 м

Роздільна здатність
- за дальністю: не гірше 300 м
- за азимутом і за підвищенням: 4°

Система захисту від перешкод
- прицільних: перебудова опорної частоти від імпульсу до імпульсу
- відповідних: така як і у випадку прицільних, а також бланкування інтервалів дальності каналом автозйому
- несинхронних імпульсних: зміна нахилу ЛЧМ та бланкування ділянок дальності: Дальність виявлення літака-винищувача при постановці шумових загороджувальних перешкод (самоприкриття та зовнішнього прикриття): не менше 50 км: Ймовірність проведення цілей на фоні місцевих предметів і в пасивних перешкодах — не нижче 0,5.

Станція виявлення та цілевказівки 9C18 має:
- схему селекції рухомих цілей з автокомпенсацією швидкості вітру
- програмну перебудову опорної частоти за 1,3 с, переходу на кругову поляризацію зондувальних сигналів або режим переривчастого випромінювання (мерехтіння) для захисту від протирадіолокаційних ракет.

## Машини на базі
- 9С18М1, 9С18М1-1 — модифіковані версії для ЗРК 9К37М1 «Бук-М1». Створена на базі гусеничного шасі, аналогічного іншим машинам зі складу 9К37М1. За класифікацією ГБТУ шасі має позначення «Об'єкт 567М» (рос. Объект 567М) (ГМ-567М). Основною відмінністю, крім нового шасі, є наявність плоскої фазованої антенної решітки.[4]
- 9С18М1-2 — модифікація станції виявлення та цілевказівки 9С18М1 для використання в ЗРК 9К37М1-2 «Бук-М1-2».
- 9С18М1-2ЭК — розроблявся експортний варіант для ЗРК «Урал» на базі колісного напівпричепа ЧМЗАП[ru].
- 9С117 — станція виявлення та цілевказівки «Купол-М2» ЗРК 9К317 «Бук-М2» (ЗРК «Урал»). Серійно не вироблялася.
- 9С18М1-3 — модифікація станції виявлення та цілевказівки 9С18М1-2 для використання в ЗРК 9К37М2 «Бук-М2Э».
- 9С18М1-3ЭК — експортна модифікація на базі колісного шасі МЗКТ для використання в ЗРК 9К37М2 «Бук-М2ЭК».

## Бойове застосування

### Російське вторгнення в Україну
Бійці Сил спеціальних операцій Збройних сил України під час російського вторгнення в Україну захопили трофейний 9С18 «Купол».